# Koray Günter
Koray Günter (Höxter, 16 augustus 1994) is een Duits voetballer van Turkse afkomst die bij voorkeur als centrale verdediger speelt. Hij verruilde in 2020 Genoa voor Hellas Verona.

## Clubcarrière
Günter debuteerde voor Borussia Dortmund in de Bundesliga op 5 oktober 2013 tegen Borussia Mönchengladbach. Dortmund verloor de wedstrijd met 2–0 na doelpunten van Max Kruse en Raffael.
Op 29 januari 2014 werd bekendgemaakt dat Günter naar Galatasaray vertrok. Hij tekende daar voor 4,5 jaar. In 2018 tekende hij bij Genoa CFC. In 2019 werd Günter voor een seizoen verhuurd aan Hellas Verona, dat hem na dat seizoen definitief overnam.

## Interlandcarrière
Günter heeft zowel de Turkse als de Duitse nationaliteit. Hij kwam voor beide landen in jeugdelftallen uit. 

## Persoonlijk
In november 2016 trouwde Günter met model en presentatrice Betty Taube.